# Саборио, Альваро
А́льваро Альбе́рто Сабори́о Чако́н (исп. Álvaro Alberto Saborío Chacón; 25 марта 1982, Кесада, Коста-Рика) — коста-риканский футболист, игравший на позиции нападающего. Участник чемпионата мира 2006 года в составе сборной Коста-Рики.

## Карьера

### Клубная
Родился в семье известного коста-риканского футболиста и тренера Альваро Гранта. Поиграв за команду из низших дивизионов Мексики, начал выступать за «Саприссу». В составе команды выиграл Кубок чемпионов КОНКАКАФ 2005, а также занял третье место и стал лучшим бомбардиром на клубном чемпионате мира 2005.
Летом 2006 года перешёл в швейцарский «Сьон».
Летом 2009 года отправился в аренду в клуб английского Чемпионшипа «Бристоль Сити» на один сезон. Свой первый гол за «Сити» забил 19 сентября 2009 года в матче против «Сканторпа». 17 февраля 2010 года эйвонский клуб досрочно завершил аренду костариканца.
12 марта 2010 года Саборио был арендован американским клубом «Реал Солт-Лейк». В сезоне 2010 забил 12 мячей и отдал 4 результативные передачи, за что был признан новоприбывшим игроком года в MLS. 1 декабря 2010 года «Реал Солт-Лейк» выкупил Саборио у «Сьона» и подписал с ним четырёхлетний контракт по правилу назначенного игрока. Саборио является лучшим бомбардиром в истории «Реал Солт-Лейк» с 63 голами в 127 матчах лиги.
16 июля 2015 года «Реал Солт-Лейк» обменял Саборио в «Ди Си Юнайтед» на Луиса Сильву. Дебютировал за вашингтонский клуб 26 июля 2015 года в матче против «Филадельфии Юнион», отметившись голом. 14 ноября 2016 года Саборио объявил об уходе из «Ди Си Юнайтед».
10 января 2017 года Саборио через почти 11 лет вернулся в «Депортиво Саприсса», подписав однолетний контракт с возможностью продления ещё на один год. 9 февраля 2017 года Саборио объявил о завершении футбольной карьеры из-за конфликта с фанатами «Саприссы».
20 июня 2017 года Саборио официально возобновил карьеру, заключив контракт на один год с клубом коста-риканской Сегунды «Сан-Карлос», представляющим его родной кантон. Помог клубу возвратиться в Примеру, после чего продлил контракт ещё на один год.

### В сборной
В составе сборной Коста-Рики принимал участие в чемпионате мира 2006, летних Олимпийских играх 2004, Кубках Америки 2004 и 2016, Золотых кубках КОНКАКАФ 2007, 2009, 2011, 2013, 2015 и 2019. Всего за сборную сыграл 108 матчей (2 не являлись официальными матчами ФИФА) и забил 36 мяча (включая 2 в неофициальных матчах).

## Достижения
- 3 место в Золотом кубке КОНКАКАФ: 2009
- Победитель Кубка чемпионов КОНКАКАФ: 2005
- Финалист Кубка чемпионов КОНКАКАФ: 2004
- 3 место на Клубной чемпионат мира: 2005
- Чемпион Коста-Рики: 2003/04, 2005/06, 2019 клаусура
- Вице-чемпион Коста-Рики: 2002/03, 2004/05
- Обладатель Кубка Швейцарии: 2008/09

## Личная жизнь
Альваро Саборио свободно владеет четырьмя языками: испанским, португальским, английским и французским. Имеет американскую грин-карту.